# Selle français
Selle français är en hästras som härstammar från Frankrike. Selle Francais är en av de hästraser som är populärast på tävlingsbanorna och har vunnit stora framgångar inom ridsporten. I Frankrike kallas rasen "Le Cheval de selle français" som betyder "fransk ridhäst". Selle francais-hästarna är unika från många andra europeiska varmblodshästar då de även har influerats med hjälp av travhästar. Selle Francais-hästen är atletisk och är den ras som används främst av det franska landslaget i banhoppning. 

## Historia

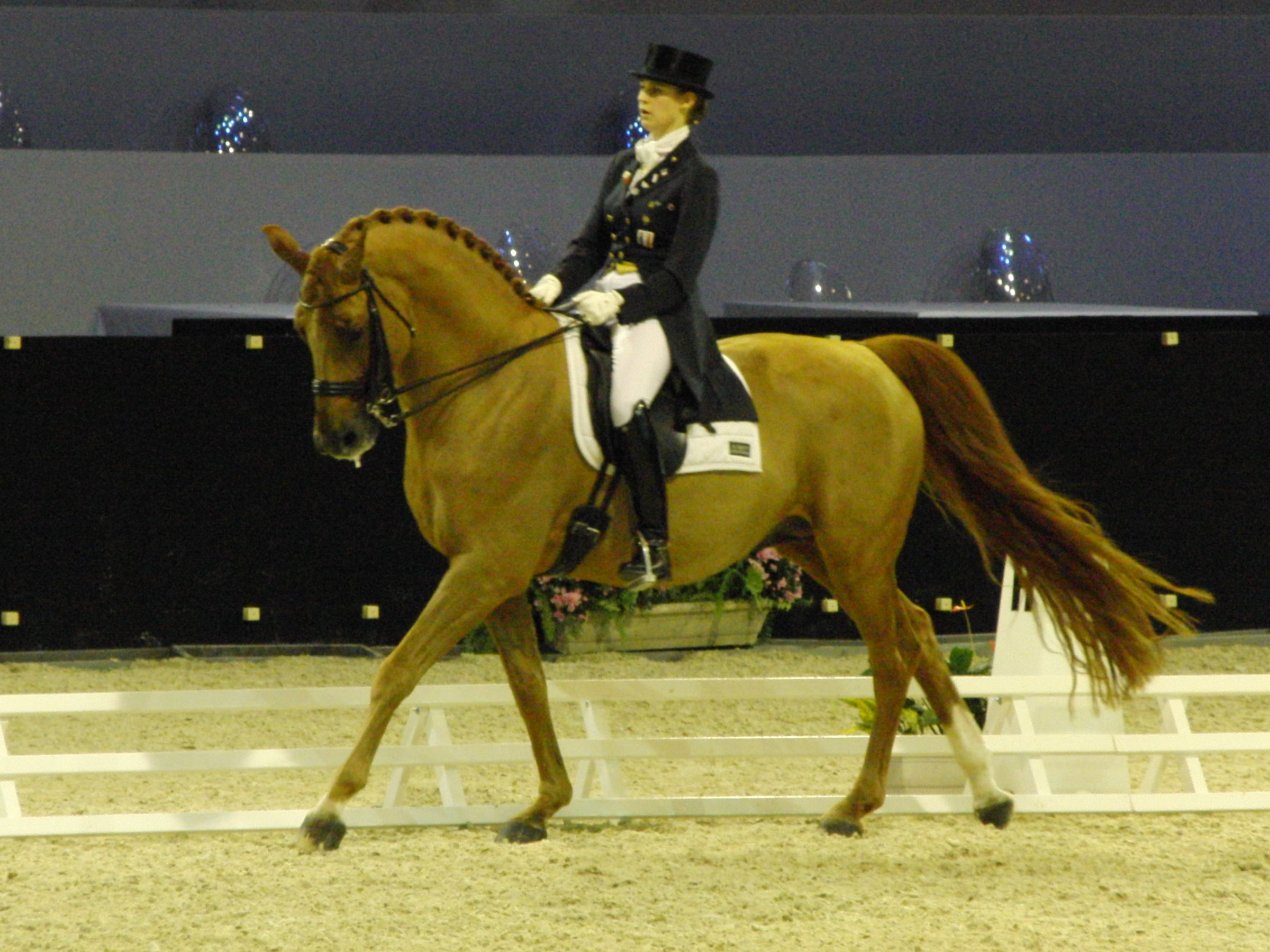
Selle Francais-hästarna är tävlingshästar av hög kvalitet som vunnit många meriter på tävlingsbanorna. Här syns dressyrparet Camille Cheret Judet och hennes hingst Mister Grand Champ på Cup Pro Elite de Dressage i Paris, 2009.

Den moderna Selle françaishästen började utvecklas under tidigt 1800-talet i de områden i Normandie som av tradition fött upp hästar i alla tider. Man utgick från vanliga inhemska Normandiska ston som betäcktes med engelska fullblodshingstar. Man blandade även i importerade halvblodshästar från England som hade sina rötter i Norfolktravaren. Det var den snabba anglonormandiska ridhästen som blev prototypen för Selle français. I själva verket är rasen en fortsättning på den anglonormandiska som helt och hållet bytte namn till Selle francais år 1958. 
De båda världskrigen medförde dock att många anglonormandiska ston dog eller stals, men uppfödarna lyckades rädda några av de bästa och tog upp aveln där den slutade genom att korsa de anglonormandiska hästarna med fullblod från internationella stuterier. En av hingstarna som blandades in i rasen var den engelska fullblodshingsten Furioso som även blev stamfader till den ungerska Furiosohästen. 
Idag inriktar sig uppfödarna på att avla fram hästar i världsklass, speciellt hopphästar. Men det finns även exemplar av rasen som har mer fullblod i sig som avlas fram speciellt till kapplöpningar under den gamla beteckningen AQPSA (autre que pur-sang anglais) alltså "andra hästar än engelskt fullblod". 
Fram till 1980-talet var rasen uppdelad i 5 klasser. Tre av dessa klasser var medeltunga hästar som räknades som små (till 160 cm), medel (till 165 cm) och stora (över 165 cm). De två andra klasserna var de riktigt tunga exemplaren. Idag är rasen bara uppdelad i två klasser. Den lättare som är till för kapplöpning och den tyngre som används inom hoppning och dressyr.

## Egenskaper

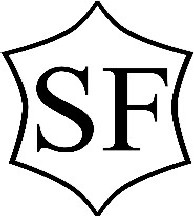
Selle Francaishästar märks ibland med detta sigill, deras eget märke

Även om alla hela färger är tillåtna på denna ras så är de flesta oftast fuxar. Allmänt sett innehåller 33 % av dagens Selle français fullblod, 20 procent anglonormandiskt blod, 45 % är efter renrasiga Selle français och 2 % innehåller Fransk travare. Det är även tillåtet med arabkorsningar så länge inte mer än 25 % är arabiskt blod. 
Selle français är den ras som förekommer oftast i Frankrikes Olympiska Hopplag. Selle français är en stark och sund häst och skenbenet får inte vara mindre än 20 cm vilket ger ett intryck av långa ben som är en enorm fördel på en hoppare av så här god kvalitet. Uppfödare menar även att Selle Francaishästarna är näst intill mänskliga i sitt beteende och de är väldigt vänliga och kloka. 
Selle Francaishästar ska ge intrycket av större Engelska fullblod med stark rygg, lång hals och uttrycksfulla ansiktsdrag. Nosprofilen är rak och hästarna är oftast väldigt eleganta med lång, starka ben.